# Stanley Baldwin
Pour les articles homonymes, voir Baldwin.
Stanley Baldwin, 1er comte Baldwin de Bewdley, né le 3 août 1867 à Bewdley (Worcestershire) et mort le 14 décembre 1947 à Stourport-on-Severn (Worcestershire), est un homme d'État britannique.
Il fait ses études à Harrow School et à Trinity College (Cambridge).
Membre du parti conservateur, il fut Chancelier de l’Échiquier en 1922, puis Premier ministre de mai 1923 à janvier 1924, puis de novembre 1924 à juin 1929 et de 1935 à 1937. Baldwin fit face à la grève générale de 1926, ainsi qu'à la crise dynastique qui aboutit à l'abdication d'Édouard VIII en faveur de son frère Albert le 11 décembre 1936. Stanley Baldwin est devenu membre honoraire de la Royal Society le 3 novembre 1927.

## Mandat de député
- Élu député conservateur de la circonscription de Bewdley pour la première fois en 1908.

## Fonction ministérielle
- Chancelier de l’Échiquier de 1922 à 1923.
- Premier ministre du Royaume-Uni de 1923 à janvier 1924, de novembre 1924 à 1929 et de 1935 à 1937. Il est le seul à avoir servi trois monarques différents (en 1936).

## Politique
Stanley Baldwin est entré à la Chambre des communes en 1908 en tant que député de Bewdley, succédant à son père Alfred. Il a été secrétaire financier du Trésor (1917-1921) et président de la Chambre de commerce (1921-1922) dans le ministère de coalition de David Lloyd George. En 1922, Baldwin a été l'un des principaux moteurs du retrait du soutien conservateur de David Lloyd George. Il devint par la suite chancelier de l'Échiquier dans le ministère conservateur de Bonar Law. À la démission de Bonar Law pour des raisons de santé en mai 1923, Baldwin devint Premier ministre et chef du Parti conservateur. Il organisa des élections en décembre 1923 sur la question des tarifs et perdit la majorité parlementaire des conservateurs, après quoi Ramsay MacDonald, son principal adversaire politique, forma un gouvernement travailliste minoritaire.
Après avoir remporté les élections générales de 1924, Baldwin a formé son deuxième gouvernement, qui a vu d'importants mandats de Sir Austen Chamberlain (secrétaire des Affaires étrangères), Winston Churchill (à l'Échiquier) et Neville Chamberlain (Santé). Les deux derniers ministres ont renforcé l'attrait des conservateurs par des réformes dans des domaines anciennement associés au Parti libéral. Ils comprenaient la conciliation industrielle, l'assurance-chômage, un système de pension de vieillesse plus étendu, l'élimination des taudis, davantage de logements privés et l'expansion des soins maternels et des soins aux enfants. Cependant, la poursuite de la croissance économique lente et le déclin de l'industrie minière et lourde ont affaibli la base de soutien de Baldwin. Son gouvernement a également vu la Grève générale en 1926 et introduit la loi de 1927 sur les conflits commerciaux et les syndicats pour limiter les pouvoirs des syndicats. 
Baldwin a perdu de justesse les élections générales de 1929 et son maintien à la tête du parti a fait l'objet de nombreuses critiques de la part des barons de la presse Lord Rothermere et Lord Beaverbrook. En 1931, avec le début de la Grande Dépression, le Premier ministre travailliste Ramsay MacDonald a formé un gouvernement national, dont la plupart des ministres étaient conservateurs, et qui a remporté une énorme majorité aux élections générales de 1931. En tant que lord président du Conseil et l'un des quatre conservateurs du cabinet de dix membres, Baldwin a repris de nombreuses fonctions de premier ministre lorsque la santé de MacDonald s'est détériorée. Ce gouvernement donné une autonomie gouvernementale accrue à l'Inde, une mesure à laquelle s'opposent Churchill et de nombreux conservateurs de base. Le Statut de Westminster de 1931 a donné le statut de Dominion au Canada, à l'Australie, à la Nouvelle-Zélande et à l'Afrique du Sud, tout en faisant le premier pas vers le Commonwealth des Nations. En tant que chef du parti, Baldwin a fait de nombreuses innovations frappantes, telles que l'utilisation intelligente de la radio et du cinéma, qui l'ont rendu très visible auprès du public et ont renforcé l'attrait des conservateurs.
Le 10 novembre 1932, il prononce un discours ou il prononce la phrase « Le bombardier passera toujours au travers » qui sera reprise dans d'autres contexte.
En 1935, Baldwin remplaça MacDonald au poste de premier ministre et remporta les élections générales de 1935 avec une autre large majorité. Pendant ce temps, il a supervisé le début du réarmement britannique et l'abdication du roi Édouard VIII. 
Il s'oppose dans les années 1930 à l'idée d'une alliance avec l'Union soviétique pour faire face à l'Allemagne nazie.

## Famille
- Edward Baldwin (4e comte Baldwin de Bewdley) est son petit-fils.